# باشگاه والیبال پادوا
باشگاه والیبال پادوا (انگلیسی: Sempre Volley) یک باشگاه والیبال مستقر در پادوا است که در حال حاضر در سری آ حضور دارد.